# 野古草
野古草（学名：Arundinella anomala）是禾本科野古草属的植物。分布在朝鲜、中南半岛、日本、俄罗斯东部以及中国大陆的西藏，除新疆和青海外的全国各省区等地，生长于海拔80米至2,000米的地区，一般生长在山坡草丛中、林缘灌丛、山坡灌丛、路边或山坡灌木林中，目前尚未由人工引种栽培。

## 别名
硬骨草，白牛公，乌骨草（广东）

## 异名
- Arundinella depauperata (Rendle) Keng et al.
- Arundinella hirta (Thunb.) C. Tanaka var. depauperata (Rendle) Keng